# Typophaula melancholica
Typophaula melancholica là một loài bọ cánh cứng trong họ Cerambycidae.